# 贝蒂娜·施密特
贝蒂娜·施密特（德語：Bettina Schmidt，1960年6月2日—2019年4月28日），生于施塔斯富特，德国女子雪橇运动员。她曾代表东德参加1984年冬季奥林匹克运动会雪橇比赛，获得女子单人银牌。